# Arto Laatikainen
Arto Laatikainen, född 24 april 1980 i Esbo, är en finsk ishockeyspelare (back) i Esbo Blues.

## Spelarkarriär
Arto Laatikainen inledde sin karriär i moderklubben Esbo Blues när han var 16 år gammal. Han spelade under två säsonger i klubbens J18-lag såväl som dess J20-lag.
Det dröjde till säsongen 99/00 innan Laatikainen tog en plats i Blues A-trupp. I 7 säsonger, från 2001 till 2008, spelade Laatikainen för sin moderklubb Blues. Inför säsongen 08/09 skrev Laatikainen, som blivit utsedd till finska FM-ligan:s bästa back, på för Karlstad-klubben Färjestads BK. 2010/2011 spelade Laatikainen i klubben Södertälje SK där han gjorde en mycket bra säsong. För Närvarande spelar han för Oulun Kärpät i FM-ligan. Den spelskicklige finländaren är utrustad med fantastisk spelförståelse och ett bra skott. Hans passningsspel är även det av hög klass.

## Klubbar
- Oulun Kärpät
- HC TPS
- JYP
- Södertälje SK
- Färjestads BK
- Esbo Blues